# Flughafen Barcelona-El Prat

i8
i11
i13
Der Flughafen Josep Tarradellas Barcelona-El Prat (katalanisch Aeroport Josep Tarradellas Barcelona-El Prat, spanisch Aeropuerto Josep Tarradellas Barcelona-El Prat, IATA-Code: BCN, ICAO-Code: LEBL) ist der internationale Verkehrsflughafen von Barcelona in Spanien, der größtenteils auf dem Gebiet der Gemeinde El Prat de Llobregat liegt. Mit über 55 Millionen Passagieren (2024) ist er nach dem Flughafen Madrid-Barajas der zweitgrößte Flughafen Spaniens und der siebtgrößte Europas. Er dient als Drehkreuz bzw. Basis für Air Nostrum, Level, Ryanair und Vueling.
Im Großraum Barcelona gibt es darüber hinaus die kleineren Flughäfen Girona 90 Kilometer nordöstlich und Reus 90 Kilometer südwestlich, die in erster Linie von Billig- und Charterfluggesellschaften bedient und teilweise ebenfalls als Flughäfen für Barcelona vermarktet werden.

## Lage und Verkehrsanbindung
Der Flughafen liegt etwa 15 Kilometer südwestlich der Innenstadt von Barcelona auf dem Gebiet der Gemeinde El Prat de Llobregat.
- Straße: Die Anfahrt vom zentralen Plaça de Catalunya in Barcelona zum Airport „El Prat“ dauert abhängig vom Verkehrsaufkommen 20 bis 40 Minuten. Der etwa 14 Kilometer lange Weg führt ausgeschildert über die Plaça d’Espanya auf die Stadtautobahn C-31 (Autovia de Castelldefels in Richtung Sitges) zum Flughafen.
- Bahn: Die Linie R2 Nord der Rodalies Barcelona verkehrt im 30-Minuten-Takt vom Terminal T2 des Flughafens über den Hauptbahnhof Sants zur zentralen Station Passeig de Gràcia in der City und endet in Maçanet-Massanes. Die Fahrt vom Flughafen zum Bahnhof Sants dauert etwa 20 Minuten.
- Metro: Von den Terminals T1 und T2 verkehrt die Metrolinie L9 Sud zur Zona Universitària. Es bestehen Umsteigemöglichkeiten zu den Linien L1, L3, L5 und L8.
- Bus: Der Aerobús verbindet die Plaça de Catalunya und die Plaça d’Espanya mit dem Flughafen. Hinzu kommt die Linie 46 zwischen der Plaça d’Espanya und dem Flughafen. Die Busfahrt dauert abhängig vom Verkehrsaufkommen etwa 35 bis 50 Minuten.

## Geschichte
Nachdem ein erstes Flugfeld in El Remolar im Jahr 1916 entstanden war, wurde bereits zwei Jahre später nicht weit davon entfernt auf dem Gebiet der Gemeinde El Prat de Llobregat der heutige Standort eröffnet. Die erste Fluglinie betrieb die noch heute in der Luftfahrtindustrie tätige Firma Latécoère, die seinerzeit eine Route mit mehreren Zwischenstopps zwischen ihrem Heimatsitz in Toulouse und Casablanca aufnahm. Neben der zivilen Nutzung diente der Flugplatz auch der Armada Española als Basis von Zeppelinen.
Iberia eröffnete 1927 ihre erste Route überhaupt zwischen Barcelona und Madrid. Katalonien blieb während des Spanischen Bürgerkrieges lange Zeit unter Kontrolle der Republik und El Prat wurde von den Republikanern und ihren Verbündeten, wie den Fliegern der Roten Armee, erneut militärisch benutzt. Gegen Kriegsende nutzten auch Verbände der deutschen Legion Condor, u. a. die 2. Staffel der Jagdgruppe 88 (2.J/88) den Platz eine kürzere Zeit. Jahrzehnte später, beim Bau der dritten Startbahn im Jahre 2002, wurden die Reste einer Bf 109 ausgegraben.
Die erste Start- und Landebahn stammt aus dem Jahr 1948. Im gleichen Jahr erfolgte die Aufnahme des Interkontinentalverkehrs durch die Pan Am. Der Flughafen wurde anschließend weiter ausgebaut; die Eröffnung der zweiten Bahn erfolgte 1952. Nachdem 1963 erstmals mehr als eine Million Passagiere abgefertigt worden waren, schwebte hier 1970, wie ein halbes Jahr zuvor bereits in Frankfurt, der erste Pan Am Jumbo aus JFK kommend in Barcelona ein.
Weitere Ausbauwellen gab es im Vorfeld der Olympischen Sommerspiele 1992 und insbesondere im ersten Jahrzehnt des 21. Jahrhunderts, als die dritte Landebahn und ein komplett neues Terminal, heute T1, südwestlich des vorhandenen, heute T2, entstanden.
Mit Eröffnung der Linie L9 Sud am 12. Februar 2016 erfolgte der Anschluss beider Terminals an das Metronetz von Barcelona. Im Jahr 2019 wurden nach einem Wachstum um 5 % rund 52,69 Millionen Passagiere abgefertigt. Nach einem durch die COVID-19-Pandemie bedingten Einbruch konnte dieser Wert im Jahr 2024 mit mehr als 55 Millionen Passagieren übertroffen werden.

## Betreiber
Der Flughafen von Barcelona wird vom teilstaatlichen Flughafenbetreiber Aena betrieben. Aena-Aktien werden seit dem 11. Februar 2015 an der Madrider Börse gehandelt und es befinden sich 49 % der Aktien im Streubesitz. Die staatliche Holding Enaire hält eine Mehrheit von 51 %.

## Abfertigungsgebäude

Flughafendiagramm

Der Flughafen von Barcelona verfügt über zwei Terminals mit einer Kapazität von 55 Millionen Passagieren im Jahr. Sie sind mit 160 Flugsteigen und 72 Fluggastbrücken ausgestattet. Zudem gibt es ein eigenes Terminal für den Geschäftsflugverkehr.

### Terminal T1
Das am 16. Juni 2009 durch den spanischen Ministerpräsidenten José Luis Rodriguez Zapatero eröffnete Terminal 1, auch T1 genannt, befindet sich im Südwesten des Geländes. Der 1,3 Milliarden Euro teure Bau des Architekten Ricardo Bofill hat eine Größe von 544.000 Quadratmetern und verfügt über 101 Flugsteige. Seit der Eröffnung bezog ein Großteil der am Flughafen Barcelona operierenden Fluggesellschaften das Terminal 1, darunter Vueling und die der Allianzen oneworld (darunter Iberia) und SkyTeam sowie der Star Alliance (darunter Lufthansa, Austrian und Swiss).

### Terminal T2
Das Terminal 2 ist das ältere der beiden Abfertigungsgebäude und befindet sich im Norden des Areals. Es besteht aus den drei Bereichen A, B und C und wird seit der Eröffnung des T1 mehrheitlich von Billig- und Charterfluggesellschaften genutzt. Der Bereich 2C dient ausschließlich als Basis für easyJet.
Zwischen den beiden Terminals verkehrt ein kostenloser Shuttleservice mit Bussen in dichter Taktfolge.

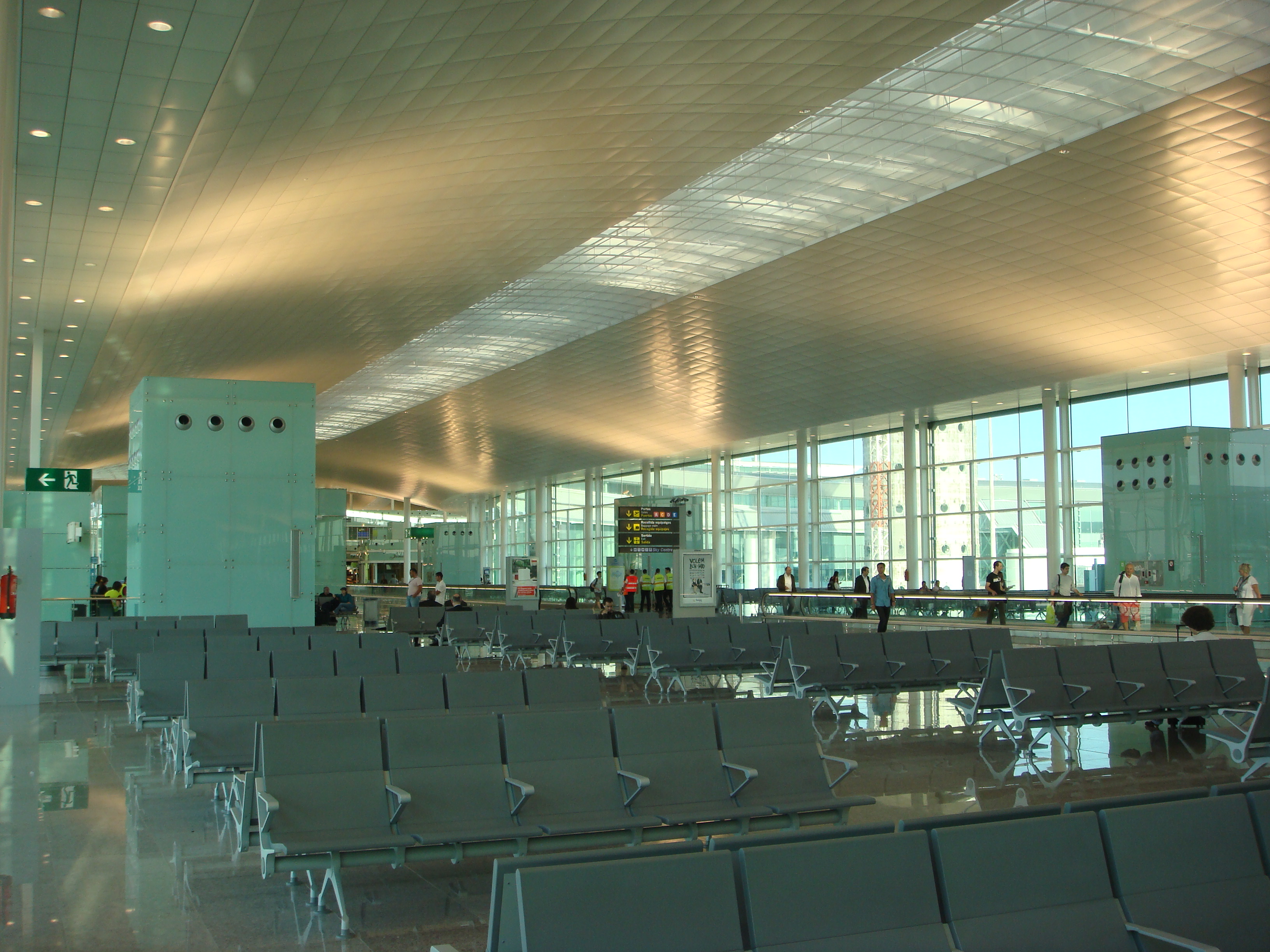
Innenansicht des Terminals T1
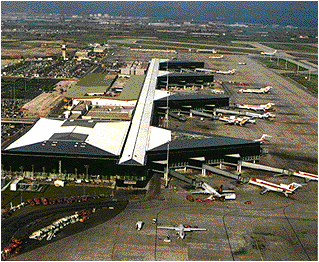
Luftansicht des Terminals T2
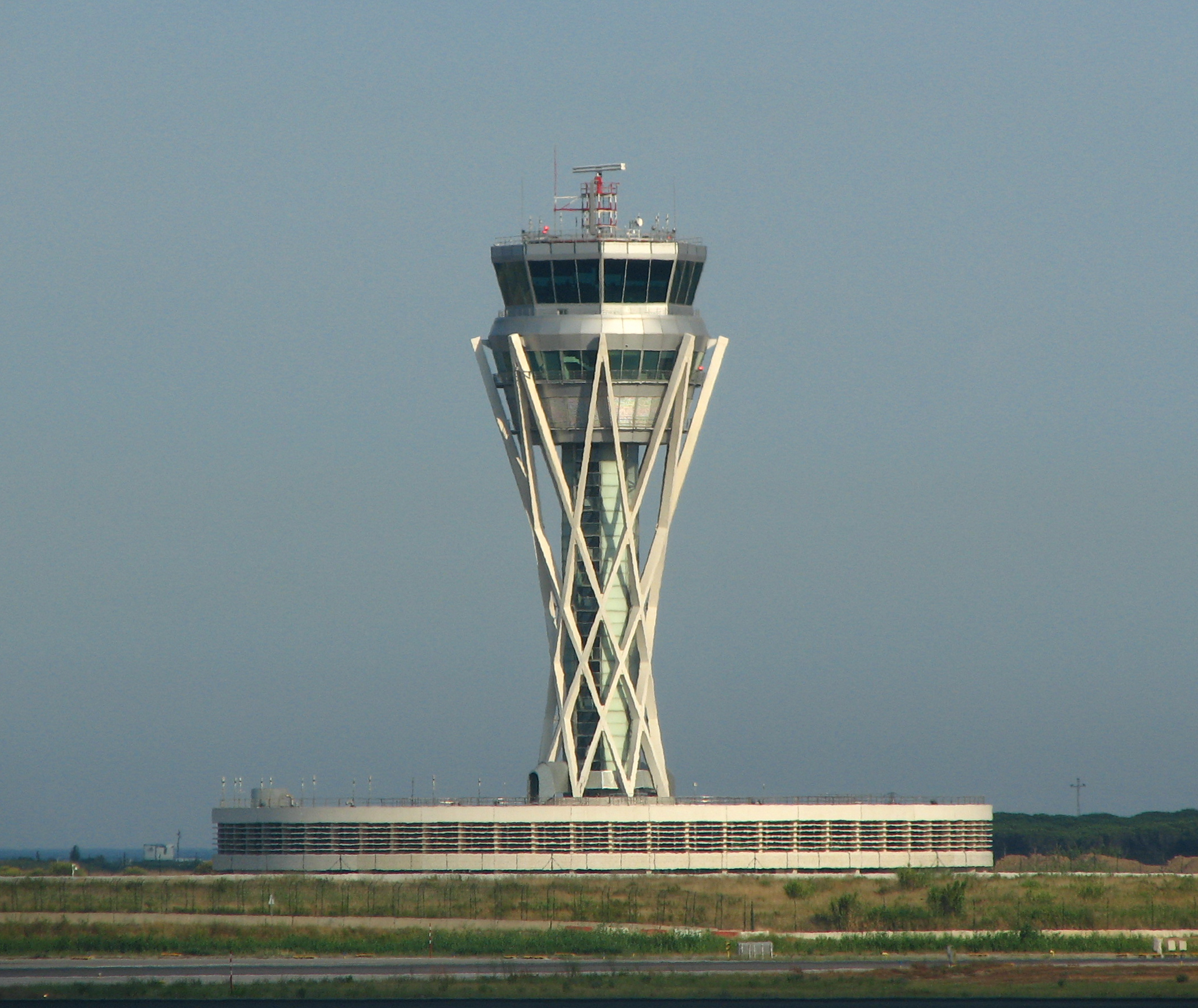
Neuer Tower

## Verkehrszahlen

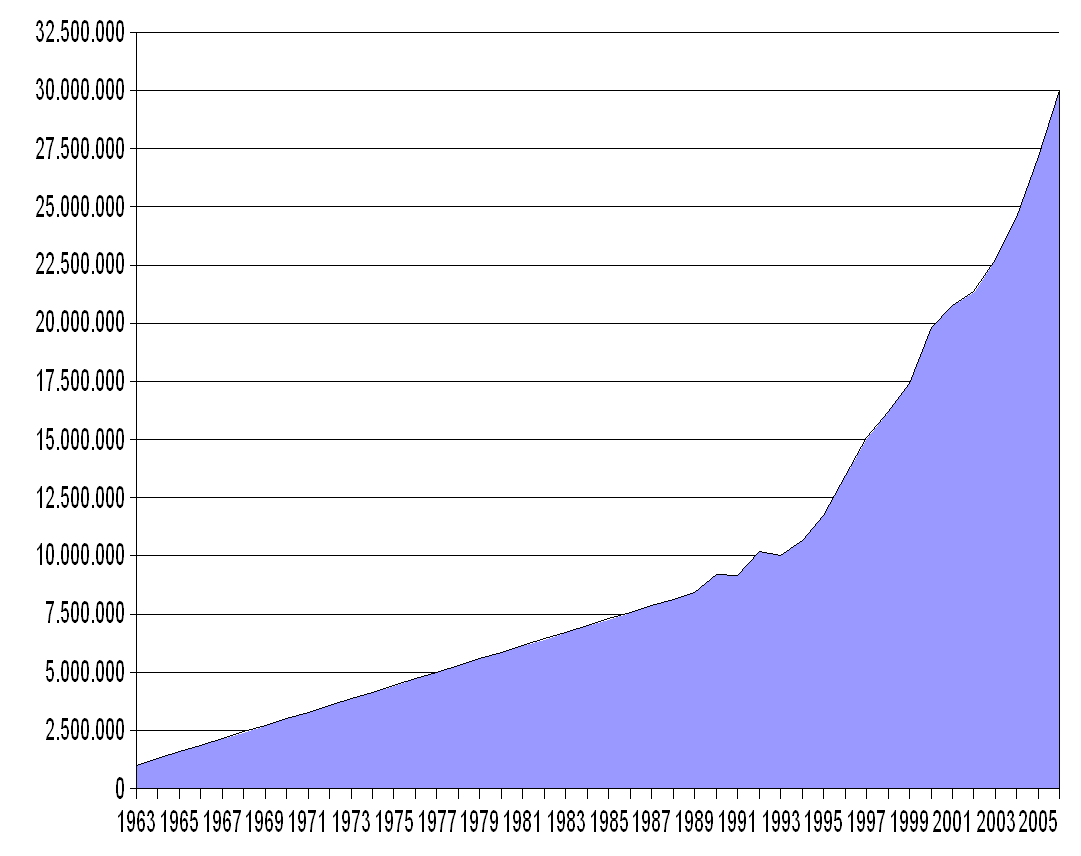
Passagieraufkommen bis 2006

| Jahr | Fluggastaufkommen | Luftfracht (Tonnen) | Flugbewegungen |
| ---- | ----------------- | ------------------- | -------------- |
| 2024 | 55.034.955        | 181.688             | 347.977        |
| 2023 | 49.910.900        | 156.503             | 318.959        |
| 2022 | 41.641.444        | 155.600             | 283.393        |
| 2021 | 18.875.461        | 136.132             | 163.682        |
| 2020 | 12.738.769        | 114.450             | 122.638        |
| 2019 | 52.688.455        | 176.798             | 344.563        |
| 2018 | 50.172.689        | 172.939             | 335.652        |
| 2017 | 47.284.346        | 156.105             | 323.535        |
| 2016 | 44.154.722        | 135.816             | 307.863        |
| 2015 | 39.711.237        | 117.219             | 288.879        |
| 2014 | 37.558.981        | 102.706             | 283.851        |
| 2013 | 35.216.828        | 100.288             | 276.497        |
| 2012 | 35.144.503        | 96.522              | 290.004        |
| 2011 | 34.398.226        | 96.573              | 303.054        |
| 2010 | 29.209.536        | 104.280             | 277.832        |
| 2009 | 27.421.682        | 89.815              | 278.981        |
| 2008 | 30.272.084        | 103.996             | 321.693        |
| 2007 | 32.898.249        | 96.786              | 352.501        |
| 2006 | 30.008.302        | 93.404              | 327.650        |
| 2005 | 27.152.745        | 90.446              | 307.811        |
| 2004 | 24.558.138        | 84.985              | 291.369        |
| 2003 | 22.752.790        | 70.118              | 282.021        |
| 2002 | 21.348.211        | 76.905              | 271.023        |
| 2001 | 20.745.536        | 81.882              | 273.119        |
| 2000 | 19.809.540        | 88.763              | 256.905        |

## Zwischenfälle
- Am 2. Februar 1944 schlug eine Douglas DC-2-115J der spanischen Iberia (Luftfahrzeugkennzeichen EC-AAC) im Anflug auf den Flughafen Barcelona-El Prat in ein Haus ein. Von den 10 Insassen wurden 7 getötet. Das Flugzeug wurde zerstört.[15]

- Am 14. April 1958 waren die Piloten einer De Havilland Heron 2D der Aviaco (EC-ANJ) im Anflug auf den Flughafen El Prat zu einem heftigen Ausweichmanöver gezwungen, um eine Kollision mit einer anderen Heron zu verhindern. Dabei geriet die Maschine außer Kontrolle und stürzte ins Meer. Alle 16 Insassen wurden infolge dieses Fluglotsen-Fehlers getötet (siehe auch Flugunfall der Aviaco bei Barcelona).[16]

- Am 19. August 1959 wurde eine Douglas DC-3/C-47B-30-DK der britischen Transair Ltd. (G-AMZD) nach dem Start vom Flughafen Barcelona-El Prat in einer Höhe von 5600 Fuß (1700 Metern) in einen Berg geflogen. Die Piloten waren knapp 20 Kilometer von der vorgeschriebenen Strecke abgewichen. Durch diesem CFIT (Controlled flight into terrain) wurden alle 32 Insassen getötet, drei Besatzungsmitglieder und 29 Passagiere.[17]

- Am 8. November 1960 verunglückte eine Lockheed L-1049G Super Constellation der Trans World Airlines (TWA) (N7125C), betrieben für die spanische Iberia, bei der Landung auf dem Flughafen Barcelona-El Prat. Die aus Madrid kommende Maschine berührte gut 30 Meter vor der Landebahn einen Abfallhaufen, verlor die linken Räder, schleuderte von der Bahn herunter und fing Feuer. Alle 71 Insassen, 8 Besatzungsmitglieder und 63 Passagiere, überlebten.[18][19]

- Am 3. Juli 1970 flog eine aus Manchester kommende De Havilland Comet 4 der britischen Dan-Air (G-APDN) beim Landeanflug nordöstlich des Platzes in der Sierra del Montseny südwestlich von Arbúcies gegen einen Berg. Alle 112 Menschen an Bord kamen ums Leben; am Unfallort wurden darüber hinaus die Überreste eines 113. Opfers gefunden, dessen Identität nie geklärt werden konnte. Dies war der Comet-Unfall mit den meisten Todesopfern. Ursachen waren Navigationsfehler der Piloten sowie falsche Anweisungen seitens der Flugsicherung (siehe auch Dan-Air-Flug 1903).[20]

- Am 3. November 1991 flog eine Douglas DC-3/C-47A-1-DK der spanischen Aeromarket (EC-FDH) unmittelbar nach dem Abheben vom Flughafen Barcelona-El Prat in etwa 60 Metern Höhe eine scharfe Linkskurve. Der Kapitän, der einzige Pilot an Bord, konnte die Querneigung abfangen, jedoch verlor das Flugzeug an Geschwindigkeit. Bei der folgenden Notlandung wurde die Maschine irreparabel beschädigt. Alle 3 Insassen, auch die beiden Passagiere, überlebten den Unfall.[21]

- Am 28. Juli 1998 verunglückte ein Frachtflugzeug des Typs Fairchild Swearingen Metro III der Swiftair (EC-FXD) mit zwei Besatzungsmitgliedern auf einem Übungsflug im Anflug auf den Flughafen Barcelona-El Prat. Die beiden Besatzungsmitglieder kamen dabei ums Leben (siehe auch Swiftair-Flug 704).[22]

- Am 24. März 2015 startete von El Prat aus der Germanwings-Flug 9525 nach Düsseldorf. Der Copilot brachte den Airbus A320-211 über den französischen Alpen bewusst zum Absturz. Unter den 150 Menschen an Bord gab es keine Überlebenden.